# Carrascalejo (Palazuelos de Eresma)
Carrascalejo es una urbanización perteneciente al municipio de Palazuelos de Eresma, en la provincia de Segovia, comunidad autónoma de Castilla y León, España.  Está situada a un kilómetro y medio de Segovia y a uno de Palazuelos de Eresma. En 2023 contaba con 823 habitantes. Carrascalejo conforma junto con Parque Robledo, Quitapesares y Peñas del Erizo el núcleo poblacional de Santa María de Robledo.
Fue creada el 30 de septiembre de 2004 y tuvo censados sus primeros habitantes en 2009.
En su término se encuentra el despoblado medieval de Rosales, en las cercanías del Molino del Arco, sede de la DYC.

## Geografía
El área se encuentra entre los puntos kilométricos 0,8 y 2 de la  CL-601 .

### Límites
| Noroeste: Segovia                                | Norte: Palazuelos de Eresma   | Noreste: Palazuelos de Eresma            |
| Oeste: Segovia                                   |                               | Este: Palazuelos de Eresma               |
| Suroeste: Segovia                                | Sur: Segovia, Peñas del Erizo | Sureste: Peñas del Erizo, Parque Robledo |
| ----Mapa interactivo — Ubicación de Carrascalejo |                               |                                          |

## Administración y política
Carrascalejo depende del Ayuntamiento de Palazuelos de Eresma, donde desde las elecciones municipales de 2011 el alcalde es Jesús Nieto Martín, del Partido Popular.
El concejal José Manuel Campos Galán, es el representante del alcalde en Carrascalejo.

## Autobuses

Plano Metropolitano Segovia donde aparece las líneas a su paso por Carrascalejo

Al igual que todos los núcleos de población de Palazuelos de Eresma, Carrascalejo forma parte de la red de transporte Metropolitano de Segovia que va recorriendo los distintos pueblos de la provincia.
| Línea    | Trayecto |
| -------- | --- |
| M8       | Valsaín - Segovia (por Peñas del Erizo - Quitapesares - Parque Robledo - La Granja - La Pradera de Navalhorno - Barrio Nuevo)                  |
| M8*      | Puerto de Navacerrada - Segovia (por Carrascalejo - Parque Robledo - La Granja - Valsaín/La Pradera - Boca del Asno - Fuente de los Mosquitos) |
| M8 (AVE) | Valsaín - Estación AVE (por La Pradera de Navalhorno - La Granja - Palazuelos de Eresma - Carrascalejo)                                        |

## Demografía
Evolución de la población
| Gráfica de evolución demográfica de Carrascalejo entre 2009 y 2023                                                          |
| |
| Población residente (2000-2021) según los censos de población del INE. Población según el padrón municipal de 2023 del INE. |

## Cultura

### Patrimonio

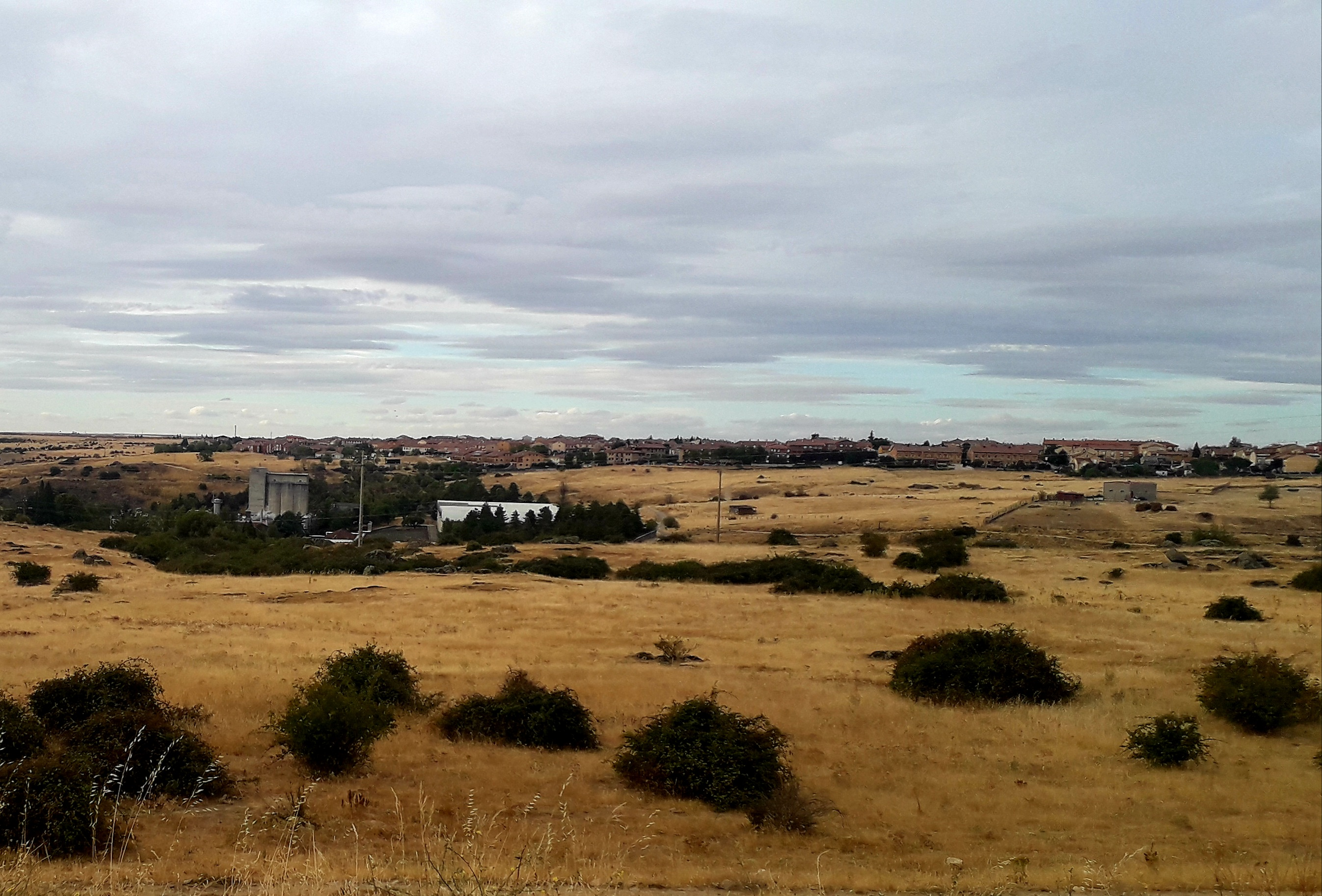
Destilerías Whisky DYC desde la SG-V-6126, muy próximas a Carrascalejo

- Destilerías y Crianza del Whisky DYC.
- Despoblado medieval de Rosales.

### Fiestas
- Santiago Apóstol, del 20 al 22 de julio.[14][15]